# Эллиот, Ричард
Ричард Эллиот (англ. Richard Elliot, род. 16 декабря 1960) — композитор и саксофонист родом из Шотландии.
В 1980-х на протяжении 5 лет играл на тенор-саксофоне в фанк-группе Tower of Power. В сольной карьере приобрел популярность после ремейка песни «When a Man Loves a Woman». Другие его известные песни: «In the Groove», «Take Your Time», «Crush», «Chill Factor», «Corner Pocket», и «Sly».
Эллиот выступал в серии концертов «Grooving for Grover» с саксофонистами Полом Тейлором, Геральдом Олбритом и пианистом Джефом Лорбером. В 2005 Эллиот вместе с Риком Брауном основал собственный лейбл «ARTizen Music Group» (сейчас — «Artistry Music»). Альбом Ричарда «Metro Blue» был одним из первых, изданных этим лейблом.
Эллиот известен своим саксофоном, раскрашенным в «зебру».

## Дискография
- Trolltown (1986)
- Initial Approach (1987)
- Power of Suggestion (1988)
- Take to the Skies (1989)
- What’s Inside (1990)
- On the Town (1991)
- Soul Embrace (1993)
- After Dark (1994)
- City Speak (1996)
- Jumpin' Off (1997)
- Chill Factor (1999)
- The Best of Richard Elliot (2000)
- Ballads (2001)
- Crush (2001)
- Ricochet (2003)
- Forever, For Always, For Luther (compilation with various artists) (2004)
- Metro Blue (2005)
- R n R (вместе с Rick Braun) (2007)
- Rock Steady (2009)
- In the Zone (2011)
- Lip Service  (2014)
- Summer Madness (2016)
- Authentic Life (2021)